# Списък на владетелите на Тоскана
Тази страница изброява имената на различните владетели, които през вековете (с различни титли) са управлявали Тоскана (наричана Етрурия в древността и след това Тусция в Ранното средновековие) или са държали нейния „суверенитет“ де юре или де факто.

## Ръководители на Етруската лига (ок. V - II век пр.н.е.)
- Ларс Порсена, определен като крал на Етрурия от Плиний Стари[2], Дионисий Халикарнаски[3] и  Флор[4]
- Кресп, zilath mexl rasnas (магистрат) според надписа на саркофага на гробницата на Камнас в Тарквиния, III век пр.н.е.[5][6]

## Римски управители на Етрурия (ок. II век пр.н.е. – 476 г. сл. н.е.)
- Антонин Пий, епохата на Адриан (76-138 г. сл. н.е.)[7]
- Олимпиадес, "consularis" управител на Тусция и Умбрия, 284 - 305[8]
- Мегеций, "augustalis" управител на Тусция и Умбрия, 284 - 305 [8]
- Панкратий, „проконсул на Тусция“, 284 - 305 [8]
- Кай Ветиус Косиний Руфин, управител на Тусция и Умбрия, 307 - 312 [8]
- Кай Юлий Руфиниан Аблабий Тациан, управител на Тусция и Умбрия, 337 г. [8]
- Л. Турций Апрониан, управител на Тусция и Умбрия, 342 г.[8]

## Херцози на Тусция

### Готски херцози на Тусция (476 – 550)
- Теодат, преди 534 г. сл. н.е.

### Лонгобардски херцози на Тусция (576 – 797)
Те контролират района на Лука 
- 576 - 585 Гумарит
- 585 - 590 Валфред
- 590 - 602 Арнулф
- 602 - 630 Ариулф
- 630 - 685 Тасон
- 685 - 714 Аловисин
- 714 -? Валперт
- 728 - 730 Раминг
- 730 - ? Берпранд
- ?- 741 Варнефред
- 741 - 744 Валпранд (или Вуалпранд, епископ и син на Валперт; братята му са граф Пертифунс и Перпранд)
- 744 Алперт
- 744 Дезидерий
- 744 - 774 Тахиперт

Има и сведения за:
- 774 - 797 Алон

## Маркизи или маркграфове („херцози") на Тусция или Тоскана (797 – 1197)

### Бонифации от Бавария[10](797 – 931)
Бонифациите, потомци на Бонифаций Баварски, първоначално са графове на Лука и разширяват управлението си до граничните територии.
- 797 - 810 или 812 Вихерам
- 810 или 812 - 823 Бонифаций I Баварски, споменат като dux (812) и comes (813)
- 812 Ехерг, пфалцграф, базиран в Пистоя
- 823 - 833 Бонифаций II
- 833 - 838 Манфридук (нединастичен)
- 838 - 843 Аган или Аганон (нединастичен)
- 843 - 884 Адалберт I
- 884 - 915 г. Адалберт II
- 915 - 929 Гвидо
- 929 - 931 Ламберт

### Бозониди (931 – 1001)
Бозонидите са роднини на краля на Италия ХугоI Арлски, който им дава титла, след като премахва потомците на предишната линия. Графът на Тоскана Теодигрим от Тоскана, родоначалник на рода Гвиди, също е активен през този период.
- 931 - 936 Бозон
- 937 - 961 Хумберт
- 961 - 1001 Хуго Велики

### Хукполдинги
- 1002 - 1012 г. Бонифаций III

### Нединастични (1014 – 1024)
- 1014 - 1024 Раниер, потомък на Тевдегрим, родоначалник на графовете Гуиди

### Да Каноса(1027 – 1115)
- 1027 - 1052 г. Бонифаций IV
- 1052 - 1055 Фридрих
- 1052 - 1076 г. Беатрис от Бар, регентка на Фридрих и Матилда, като съпруга на Бонифаций IV
  - 1054 - 1069 Годфрид III, като съпруг на Беатрис
  - 1069 - 1076 Годфрид IV, като съпруг на Матилда
- 1076 - 1115 Матилда, по-известна като Матилда от Каноса
  - 1089 - 1095 г. Велф V, като съпруг на Матилда

### Гуиди(1115 – 1124)
Матилда от Каноса, тъй като е без наследници, осиновява Гуидо Гуера II от графовете Гуиди. След смъртта на Матилда никой маркиз или викарий няма да може да упражнява реална власт над цяла Тоскана, която е разделена на множество автономни общини.
- 1115 - 1124 Гуидо Гуера II, осиновен син на Матилда.
- Между 1116 и 1118 г. Рабод е активен в Тоскана, назначен за императорски викарий на Сан Миниато, последван от Конрад от Шайерн, който става маркграф след смъртта на Гуидо.

### Маркграфове с императорско назначение
- 1124 - 1126 Конрад от Шайерн
- 1126 - 1152 Улрих от Атемс (имперски викарий)
- 1129 - 1130 Конрад от Шайерн
- 1130 - 1131 Гуидо(като маркграф) и Хайнрих[11]
- 1131 - 1132 Рампрет (имперски викарий)
- 1135 - 1139 Хайнрих X Баварски (имперски викарий)
- 1135 - 1137 Енгелберт III от Истрия
- 1152 - 1160 Велф VI от Велфите от Бавария
- 1160 - 1167 Велф VII от Велфите от Бавария
- 1167 - 1173 Велф VI от Велфите от Бавария
- 1160 - 1163 Архиепископ Райналд фон Дасел (имперски викарий)
- 1163 - 1173 Архиепископ Кристиан I фон Бух от Майнц (имперски викарий)
- 1193 - 1195 Конрад от Урслинген (бивш херцог на Сполето )
- 1195 - 1197 Филип Швабски

Тоскана е разделена на Републиките Флоренция, Пиза, Сиена, Арецо, Пистоя и Лука. Флорентинската република завладява през XV век надмощието в Тоскана.

## Приори и капитани на Тосканската лига
- 1197 - ? Илдебранд Панокиески, епископ на Волтера, "capitaneus" на Лигата, и Ацерб, флорентинец, де факто ректор на Лигата
- 1203 - ?, Амадей от Перуджа
- ? - ? Илдебранд Панокиески, епископ на Волтера, „capitaneus“ на Лигата (втори мандат)
- 1220 - 1239 г. Пагано Панокиески, епископ на Волтера

## Имперски назначени владетели
- преди 1228 Райналд от Урзлинген, легат в Тоскана на император Фридрих II Швабски
- преди 1245 Пандолфо Фазанела
- 1245 - 1250 Фридрих Антиохийски, императорски викарий на Фридрих II
- 1259 – 1261 Граф Джордано д'Аляно, викарий на Манфред
- 1261 - 1266 г. Граф Гуидо Новело ди Модилиана от графовете Гуиди

## Командири на въоръжените сили на гвелфите
- 1315 – 1347 Граф Бертрандо III дел Балцо, генерален капитан на Анжуйците
- 1348 - 1378 Пиеро дели Албици, капитан на гвелфите

## Господари на Флоренция (1434 – 1532)

### Медичи(1434 – 1494)
| Име (раждане-смърт)                                       | Портрет | Управление         | Управление                 | Брак                                        | Забел.                                             |
| Име (раждане-смърт)                                       | Портрет | начало             | край                       | Брак                                        | Забел.                                             |
| --------------------------------------------------------- | ------- | ------------------ | -------------------------- | ------------------------------------------- | -------------------------------------------------- |
| Козимо Стария (27 септември 1389 – 1 август 1464 г.)      |         | 6 октомври 1434 г. | 1 август 1464 г.           | Контесина де Барди двама сина               | син на Джовани ди Бичи де Медичи господар де факто |
| Пиетро Подагрения (14 юни 1416 – 2 декември 1469 г.)      |         | 1 август 1464г.    | 2 декември 1469 г.         | Лукреция Торнабуони двама сина и три дъщери | син на Контесина де Барди                          |
| Лоренцо Великолепни (1 януари 1449 – 9 април 1492 г.)     |         | 2 декември 1469 г. | 9 април 1492 г.            | Кларисa Орсини трима сина и пет дъщери      | Син на Пиетро                                      |
| Пиетро Злочестия (15 февруари 1472 – 28 декември 1503 г.) |         | 9 април 1492 г.    | 9 ноември 1494 г. (свален) | Алфонсина Орсини трима сина и една дъщеря   | син на Лоренцо заточен                             |

### Управление срещу Медичите (1494 – 1512)
| Име (раждане-смърт)                                       | Портрет | Управление      | Управление                  | брак                 | Забел.                                                                                 |
| Име (раждане-смърт)                                       | Портрет | начало          | край                        | брак                 | Забел.                                                                                 |
| --------------------------------------------------------- | ------- | --------------- | --------------------------- | -------------------- | -------------------------------------------------------------------------------------- |
| Джироламо Савонарола (21 септември 1452 – 23 май 1498 г.) |         | Ноември 1494 г. | 23 май 1498 г.              | –                    | вдъхновител на новата теократична реформа; обявен за еретик, обесен и изгорен на клада |
| Пиеро Содерини (18 май 1450 – 13 юни 1522 г.)             |         | 1502 г.         | 31 август 1512 г. (бягство) | Арджентина Маласпина | гонфалониер до живот; бяга след испанското нашествие                                   |

### Медичи (1512 – 1527)
| Име (раждане-смърт)                                                    | Портрет                                                                                                  | Управление          | Управление                          | Брак                              | Забел. |
| Име (раждане-смърт)                                                    | Портрет                                                                                                  | начало              | край                                | Брак                              | Забел. |
| ---------------------------------------------------------------------- | --- | ------------------- | ----------------------------------- | --------------------------------- | --- |
| Кардинал Джовани де Медичи (11 декември 1475 – 1 декември 1521 г.)     | | 1 септември 1512 г. | 9 март 1513 г (избран за папа)      | –                                 | син на Лоренцо Великолепни; Папа с името Лъв X                                                                          |
| Джулиано де Медичи , Херцог на Немур (12 март 1479 – 17 март 1516)     | | 9 март 1513 г.      | 17 март 1516 г.                     | Филиберта Савойска бездетна       | син на Лоренцо Великолепни                                                                                              |
| Лоренцо де Медичи, Херцог на Урбино (4 септември 1493 – 4 май 1519 г.) | | 17 март 1516 г.     | 4 май 1519 г.                       | Маделин дьо ла Тур д'Оверн дъщеря | син на Пиетро Злочести                                                                                                  |
| Кардинал Джулио де Медичи (26 май 1478 – 25 септември 1534)            | | 4 май 1519 г.       | 19 ноември 1523 г. (избран за папа) | –                                 | естествен син, по-късно легитимиран, на Джулиано ди Пиеро де Медичи; архиепископ на Флоренция; Папа с името Климент VII |
| Иполито де Медичи (1511 – 10 август 1535)                              | | 19 ноември 1523 г.  | 16 май 1527 г. (свален)             | –                                 | незаконен син на Юлиан, херцог на Немур                                                                                 |
| Иполито де Медичи (1511 – 10 август 1535)                              | Кардинал Силвио Пасерини управлява вместо тях; прогонени от народа след новината за разграбването на Рим | 19 ноември 1523 г.  | 16 май 1527 г. (свален)             | –                                 | |
| Александро де Медичи (22 юли 1510 – 6 януари 1537 г.)                  | | 19 ноември 1523 г.  | 16 май 1527 г. (свален)             | Маргарита Австрийска бездетен     | |
| Александро де Медичи (22 юли 1510 – 6 януари 1537 г.)                  | незаконен син на Лоренцо II или на кардинал Джулио                                                       | 19 ноември 1523 г.  | 16 май 1527 г. (свален)             | Маргарита Австрийска бездетен     | |

### Управление срещу Медичите (1527 – 1530)
| Име (раждане-смърт)                                     | Портрет | Управление    | Управление               | Брак             | Забел.                                                                           |
| Име (раждане-смърт)                                     | Портрет | начало        | край                     | Брак             | Забел.                                                                           |
| ------------------------------------------------------- | ------- | ------------- | ------------------------ | ---------------- | -------------------------------------------------------------------------------- |
| Николо Капони (10 септември 1472 – 18 октомври 1529 г.) |         | 31 май 1527 г | 17 април 1529 г (свален) | Алесандра Строци | Гонфалониер на правосъдието по време на възстановяването и обсадата на Флоренция |

### Медичи (1530 – 1532)
| Първо име (раждане-смърт)                          | Портрет | Управление        | Управление                  | Брак                          | Забел.                                         |
| Първо име (раждане-смърт)                          | Портрет | начало            | край                        | Брак                          | Забел.                                         |
| -------------------------------------------------- | ------- | ----------------- | --------------------------- | ----------------------------- | ---------------------------------------------- |
| Александро де Медичи (22 юли 1510 – 6 януари 1537) |         | 12 август 1530 г. | април 1532г. (става херцог) | Маргарита Австрийска бездетен | завръща се на власт след обсадата на Флоренция |

## Херцози на Флорентинската република (1532 – 1569)

### Медичи (1532 – 1569)
| Име (раждане-смърт)                       | Портрет | управление      | управление                          | Брак                                          | Забел.                                          | N. |
| Име (раждане-смърт)                       | Портрет | начало          | край                                | Брак                                          | Забел.                                          | N. |
| ----------------------------------------- | ------- | --------------- | ----------------------------------- | --------------------------------------------- | ----------------------------------------------- | -- |
| Александро (22 юли 1510 – 6 януари 1537)  |         | април 1532 г.   | 6 януари 1537 г.                    | Маргарита Австрийска бездетен                 | убит                                            | 1  |
| Козимо I (12 юни 1519 – 21 април 1574 г.) |         | 6 януари 1537 г | 27 август 1569 г (става велик княз) | Елеонора ди Толедо седем сина и четири дъщери | син на Джовани дале Банде Нере и Мария Салвиати | 2  |

## Велики херцози на Тоскана (1569 – 1801)

### Медичи (1569-1737)
| Име (раждане-смърт)                               | Портрет | урапвление          | урапвление          | Брак                                                                 | Забел.                                                             | No |
| Име (раждане-смърт)                               | Портрет | начало              | край                | Брак                                                                 | Забел.                                                             | No |
| ------------------------------------------------- | ------- | ------------------- | ------------------- | -------------------------------------------------------------------- | ------------------------------------------------------------------ | -- |
| Козимо I (12 юни 1519 – 21 април 1574 г.)         |         | 27 август 1569 г    | 1574 (абдикира)     | Елeонорa ди Толедо седем сина и четири дъщери                        |                                                                    | 1  |
| Франческо I (25 март 1541 – 19 октомври 1587 г.)  |         | 1574                | 19 октомври 1587 г  | (1) Йохана Австрийска двама сина и шест дъщери (2) Бианка Капело син | син на Козимо I; починал при неизяснени докрай обстоятелства       | 2  |
| Фердинандо I (30 юли 1549 – 7 февруари 1609)      |         | 19 октомври 1587 г. | 7 февруари 1609 г.  | Кристина Лотарингска пет сина и четири дъщери                        | син на Козимо I; кардинал, напуснал кардиналството, за да се ожени | 3  |
| Козимо II (12 май 1590 – 28 февруари 1621 г.)     |         | 7 февруари 1609 г.  | 28 февруари 1621 г. | Мария Магдалена Австрийска пет сина и три дъщери                     | син на Фердинанд I                                                 | 4  |
| Фердинандо II (14 юли 1610 – 23 май 1670 г.)      |         | 28 февруари 1621 г. | 23 май 1670 г.      | Витория дела Ровере двама сина                                       | син на Козимо II                                                   | 5  |
| Козимо III (14 август 1642 – 31 октомври 1723 г.) |         | 23 май 1670 г.      | 31 октомври 1723 г. | Маргарита Луиза Орлеанска двама сина и една дъщеря                   | син на Фердинанд II                                                | 6  |
| Джан Гастоне (24 май 1671 – 9 юли 1737 г.)        |         | 31 октомври 1723 г. | 9 юли 1737 г.       | Анна Мария Франциска фон Сакс-Лауенбург бездетен                     | син на Козимо III; с него умира династията на Медичите             | 7  |

Великите сили имат различни проекти относно наследяването на трона на Тоскана: първоначално Дон Карлос де Бурбон, херцог на Парма и младши син на испанския крал Филип V е наложен на Джан Гастоне като наследник; впоследствие е решено Дон Карлос да стане крал на Неапол и че Тоскана ще отиде у Франц I Стефан Лотарински, годеник на Мария Тереза Австрийска .

### Лотаринги(1737 – 1765)
| Име (раждане-смърт)                                      | Портрет | управление    | управление        | Брак                                                 | Забел. | No. |
| Име (раждане-смърт)                                      | Портрет | начало        | край              | Брак                                                 | Забел. | No. |
| -------------------------------------------------------- | ------- | ------------- | ----------------- | ---------------------------------------------------- | --- | --- |
| Франц III (II) Стефан (8 декември 1708 – 18 август 1765) |         | 9 юли 1737 г. | 18 август 1765 г. | Мария Тереза Австрийска пет сина и единадесет дъщери | произлиза от страна на майка си от Анри IV от Франция и Мария де Медичи; Император с името Франц I от 1745 г. до смъртта си | 8   |

По време на управлението на Франц I (II) Стефан, президентите на Регентския съвет управляват от негово име:
- Марк дьо Бово, принц на Краон 1737-1749
- Еманюел дьо Най, граф на Ришкур 1749-1757
- Антониото Бота Адорно 1757-1766

### Тоскански Хабсбург-Лотаринги(1765 – 1801)
Международните споразумения предвиждат тосканският трон да бъде отделен от австрийския, като първият се предава на втория син. Но когато Петър Леополд неочаквано става император, той повтаря принципа върху синовете си.
| Име (раждане-смърт)                         | Портрет | управление        | управление                  | Брак                                                                                                  | Забел.                                                                          | No |
| Име (раждане-смърт)                         | Портрет | начало            | край                        | Брак                                                                                                  | Забел.                                                                          | No |
| ------------------------------------------- | ------- | ----------------- | --------------------------- | --- | ------------------------------------------------------------------------------- | -- |
| Петер Леополд II (5 май 1747 – 1 март 1792) |         | 18 август 1765 г. | 21 юли 1790 г. (абдикира)   | Мария Луиза Бурбон-Испанска дванадесет сина и четири дъщери                                           | втори жив син на Франц Стефан; става император след смъртта на брат си Йозеф II | 9  |
| Фердинанд III (6 май 1769 – 18 юни 1824)    |         | 21 юли 1790 г.    | 9 февруари 1801 г. (свален) | (1) Луиза Мария Бурнбон-Неаполитанска трима сина и три дъщери (2) Мария Фердинанда Саксонска бездетен | втори син на Петер Леополд; изгонен от Наполеоновото нашествие                  | 10 |

## Крале на Етрурия (1801 – 1807)

### Бурбон-Парма(1801 – 1807)
| Име (раждане-смърт)                               | Портрет | управление      | управление                   | Брак                                    | Забел. | No |
| Име (раждане-смърт)                               | Портрет | начало          | край                         | Брак                                    | Забел. | No |
| ------------------------------------------------- | ------- | --------------- | ---------------------------- | --------------------------------------- | --- | -- |
| Лудвиг I (5 юли 1773 – 27 май 1803 г.)            |         | 28 март 1801 г. | 27 май 1803 г.               | Мария Луиза от Испания син и три дъщери | Получава Тоскана от Наполеон като компенсация за бъдещия отказ от Херцогство Парма | 1  |
| Шарл Луи (22 декември 1799 г. – 16 април 1883 г.) |         | 27 май 1803 г.  | 23 октомври 1807 г. (свален) | Мария Тереза Савойска син и дъщеря      | син на Лудвиг; царува под регентството на майка си Мария Луиза Бурбон-Испанска; неговото княжество, въпреки че е създадено от Наполеон, е премахнато от самите французи в полза на пряко анексиране. | 2  |

## Анексиране на Тоскана към Франция (1807 – 1814)

### Бонапарт (1809 – 1814)
| Име (раждане-смърт)                               | Портрет | управление     | управление                   | Брак                                   | Забел. | No |
| Име (раждане-смърт)                               | Портрет | начало         | край                         | Брак                                   | Забел. | No |
| ------------------------------------------------- | ------- | -------------- | ---------------------------- | -------------------------------------- | --- | -- |
| Елиза Бонапарт (3 януари 1777 – 7 август 1820 г.) |         | 3 март 1809 г. | 1 февруари 1814 г. (свалена) | Феличе Бачоки трима сина и една дъщеря | Принцесата на Лука и Пьомбино; нейният брат ѝ поверява управлението на трите тоскански департамента, присъединени към Империята с официалната титла на Велика херцогиня | -  |

## Велики херцози на Тоскана (1814 – 1860)

### Тоскански Хабсбург-Лотаринги (1814 – 1860)
| Първо име (раждане-смърт)                           | Портрет | управление        | управление                   | Брак | Забел. | No |
| Първо име (раждане-смърт)                           | Портрет | начало            | край                         | Брак | Забел. | No |
| --------------------------------------------------- | ------- | ----------------- | ---------------------------- | --- | --- | -- |
| Фердинанд III (6 май 1769 – 18 юни 1824)            |         | септември 1814 г. | 18 юни 1824 г.               | (1) Луиза Мария от Неапол трима сина и три дъщери (2) Мария Фердинанда от Саксония без деца               | възстановен от Виенския конгрес                                                                                | 10 |
| Леополд II (3 октомври 1797 г. – 28 януари 1870 г.) |         | 18 юни 1824 г.    | 9 февруари 1849 г. (бягство) | (1) Мария Анна Каролина от Саксония три дъщери (2) Мария Антоанета от Двете Сицилии пет сина и пет дъщери | син на Фердинанд III; бяга след ускоряването на събитията по време на Първата италианска война за независимост | 11 |

В периода между бягството на Леополд II и австрийската инвазия в Тоскана държавата се управлява от временно правителство, което първоначално провъзгласява Републиката.
| Име (раждане-смърт)                              | Портрет | управление     | управление                | Брак | Забел.                                   | No |
| Име (раждане-смърт)                              | Портрет | начало         | край                      | Брак | Забел.                                   | No |
| ------------------------------------------------ | ------- | -------------- | ------------------------- | --- | ---------------------------------------- | -- |
| Леополд II (3 октомври 1797 – 28 януари 1870 г.) |         | 28 юли 1849 г. | 21 юли 1859 г .(абдикира) | (1) Мария Анна Каролина Саксонска три дъщери (2) Мария Антоанета от Двете Сицилии пет сина и пет дъщери |                                          | 11 |
| Фердинанд IV (10 юни 1835 – 17 януари 1908 г.)   |         | 21 юли 1859 г. | 15 март 1860 г. (свален)  | (1) Анна Мария Саксонска дъщеря (2) Алиса Пармска пет сина и пет дъщери                                 | син на Леополд II; царува само номинално | 12 |

На 27 април 1859 г., с избухването на Втората италианска война за независимост, с шума на населението и войските, показващи признаци на неподчинение, Леополд II напуска Флоренция, намирайки убежище в двора във Виена. Същия ден Кметството на Флоренция, след като установи липсата на провизии, оставени от суверена, назначава временно правителство, което управлява съдбата на държавата, докато тя не е анексирана към Кралство Сардиния през следващата година. Леополд официално абдикира едва на 21 юли и от този момент синът му официално е Велик херцог, въпреки че не живее във Флоренция и никога не е бил истински коронясан. Плебисцитът, който се провежда на 11 март и 12 март 1860 г., слага край на Велико херцогство Тоскана. Въпреки това Фердинанд IV все още е признат за законен Велик херцог от Австрийската империя, Франция и много европейски държави. Подсилен от това, Фердинанд организира проавтономистка и антиунитарна партия, която трябва да му позволи да се върне в собствената си държава. С Третата война за независимост (1866 г.) Австрия, Франция и другите европейски държави официално признават Кралство Италия и това лишава Фердинанд от всяка възможност да си върне владението на Великото херцогство.